# Вино из одуванчиков (алкогольный напиток)
Вино́ из одува́нчиков — слабоалкогольный напиток из цветков одуванчика, лимонов и пряных трав, популярный в Англии напиток.
Для ароматизации вина добавляют в настой пряные травы (мелиссу, монарду, душицу, чабрец, мяту, змееголовник и др.).

## Выбор сырья
Для изготовления напитка используют  жёлтые лепестки цветков одуванчика,  оторванные от зелёного цветоложа. Срывают головки цветов в первой половине дня, пока они еще не закрылись. Рекомендуется выбирать растения, у которых лепестки очень легко отделяются от цветоложа. Такие растения считают полностью созревшими и опылёнными. Цветы, у которых лепестки с трудом отделяются от цветоложа, лучше не использовать.
Сбор нельзя проводить после дождя и рано утром, пока не обсохла роса, а цветы ещё не раскрылись. Также можно сделать вино и из всего цветка. Такой напиток будет даже полезнее для здоровья, но вот характерной горчинки не избежать, да и цвет может получиться далёким от ожидаемого. 

## В искусстве
«Вино из одуванчиков» — повесть американского писателя Рэя Брэдбери, действие которой происходит летом 1928 года в вымышленном городе Грин-Таун (штат Иллинойс).
По сюжету дедушка главного героя каждое лето готовит вино из одуванчиков. Он часто размышляет о том, что это вино должно хранить в себе текущее время, те события, которые произошли, когда вино было сделано.

Вино из одуванчиков. Самые эти слова — точно лето на языке. Вино из одуванчиков — пойманное и закупоренное в бутылки лето.